# Kornština
Kornština (kornsky Kernowek či Kernewek) je keltský britanský jazyk. V novověku vymřela, v posledním století však dochází k jejímu pozvolnému znovuoživení. Kornštinou se stále více hovoří na území britského Cornwallu; ten byl znám v raném středověku též jako Západní Wales (v překladu z tehdejší angličtiny „[země] západních cizinců“). Počet mluvčích nebyl nikdy příliš vysoký; odhaduje se, že i v období nejvyššího používání ve 13. století ji nepoužívalo více než 40 tisíc Cornwallanů, čili asi 80 % tehdejší populace poloostrova. Hlavní rána pro jazyk přišla v polovině 16. století po masakru Cornwallanů, kteří povstali na protest proti násilnému zavedení anglické (tj. anglikánské) Knihy společných modliteb (Book of Common Prayer). Angličtina v bohoslužbě, spolu se značně sníženým stavem kornsky hovořících obyvatel, se ukázala jako zásadní bod obratu. Kornština vymřela v pozdním 18. století, ačkoli někteří mluvčí s omezenou znalostí jazyka přežili až do 19. století. Ve 20. století se však díky intenzivním snahám kornštinu podařilo oživit a počet mluvčích je dnes odhadován na téměř 10 000, skutečně plynně kornsky hovořilo v roce 2008 na dva tisíce Cornwallanů a růstový trend pokračuje. Je zajímavé, že proces návratu kornštiny, na rozdíl od manštiny nepodporované státními institucemi, dosahuje viditelných úspěchů.
Kornština sdílí více než 80 % slovní zásoby s bretonštinou a 75 % s velštinou, přičemž s prvně jmenovaným jazykem sdílí nejvíce znaků.
Přestože byl počet uživatelů kornštiny vždy omezený, bylo v tomto jazyce napsáno v průběhu středověku mnoho originálních děl. Příkladem může být Beunans Meriasek (Životopis sv. Meriaska) z roku 1504 či Ordinalia (cca r. 1400) mající v originále 9 000 řádek textu.

## Vývoj jazyka
Kornštinu lze vydělit na čtyři základní období vývoje, jedno přechodné a jedno moderní období; to jest období proto-kornštiny, starokornštiny, střední kornštiny, pozdní kornštiny, éra přechodná a po ní přichází dnešní moderní kornština.
První fázi, údobí proto-kornštiny, lze datovat mezi léty 600–900 n. l. V této době byla kornština definitivně oddělena, izolována od ostatních keltských jazyků na Britských ostrovech. Silná podobnost mezi kornštinou a bretonštinou pramení z událostí předcházejícím těmto datům; existuje předpoklad, že v post-římské epoše došlo k vystěhování keltských mluvčí z jižní Anglie do Bretaně. Vzhledem k nepatrným vzdálenostem mezi Bretaní a Cornwallem a velmi častým kontaktům obou břehů jsou jazyky obou oblastí de facto nejpodobnější ze všech žijících keltských jazyků. Nově formovaný dialekt-jazyk se v první fázi vyvíjel bez dokumentace; krom několika vlastních jmen kornských králů a místních toponym zachovaných v latinské literatuře neznáme jiné dokumenty.
Druhou fází jazyka, nejčastěji konfinovanou mezi léty 900–1200, je období starokornské. Do tohoto rozpětí spadají první dochované stopy staré kornštiny nalezené v latinsky psaných manuskriptech. První takovéto jazykové památky pochází z devátého století. Nepatrná glosa byla nalezena v kopii Boëthiovy De Consolatione Philosophiae z devátého století, do řádově stejného období lze datovat kornštinu v Bodminských emancipacích otroků. V období nezávislého Cornwallu (mezi 6–10. stoletím) byl jazyk rozšířen mnohem dále na východ od poloostrova, zcela jistě v Devonu, odkud byl úplně vytlačen angličtinou v průběhu středověku. Příkladem z pozdní fáze starokornštiny je několik glos v pozoruhodném díle Prophetiae Merlini (Proroctví Merlinovo), psané Janem Cornwallským někdy kolem roku 1140. Dobytí Anglie Normany po r. 1066 přineslo Cornwallu příliv mnoha Bretonců; Vilém I. Dobyvatel byl extrémně schopný a chytrý vládce, využil proto blízkost pevninského keltského jazyka Brezhoneg (tj. bretonštiny) k britskému jazyku Brethoneg (tj. k britonštině, jazyku Británie, myšleno kornštinu) a dosadil na velká cornwallská panství a manství mnoho rodin z příbuzné Bretaně; tento tah skutečně přinesl klidný přerod Cornwallu v anglickou autonomní državu. Kornštině přinesla nová doba další silná jazyková ovlivnění větší a mocnější Bretaní. I sama kornština postupně přijala název kernowek, aby byla odlišena od bretonštiny.
Třetí fází je střední kornština, kterou lze vymezit od počátku 13. století do druhé poloviny 16. století. Toto je pro kornštinu nejvýznamnější doba dějin, z této doby známe nejslavnější díla psaná v tomto jazyce a z tohoto období přímo čerpá většina dnešních cornwallských odborníků-budovatelů dnešní kornštiny. Toto období zažilo nárůst obyvatelstva uvnitř Cornwallu, částečně díky anglickým přistěhovalcům (Cornwall byl tehdy velmi hospodářsky úspěšná oblast) a následkem toho kornština přestala fungovat jako jediný jazyk Cornwallu. Měnila se i jazyková hranice mezi oběma jazyky; kornština začala ustupovat angličtině; prvními místy, kde jazyk přestal být používán v denní komunikaci je severovýchod u města Bude někdy před rokem 1300. Přesto je pozoruhodné, že ve středokornském období autonomního vývoje Cornwallu a prosperity byl ústup kornštiny na západ nejen zastaven, ale jazyk byl naopak posilován a znovuoživován na východě Cornwallu. Středokornské literatury se zachovalo odhadem na 20 tisíc řádek textu; naše znalosti tehdejší literatury jsou nicméně stále nekompletní a v budoucnu lze očekávat nalezení dalších děl z tohoto období. Prameny středokornštiny jsou např. Pascon agas Arluth (Zesnutí našeho Pána, cca r. 1375), dále náboženské veršované drama Ordinalia (c. 1400), určená pro veřejný přednes. Nejdelším známým dílem z této doby je Beunans Meriasek (cca 1504), legendický záznam o životě syna vládce Cornwallu, sv. Meriaska a o životě sv. Sylvestra. Tato legenda, rovněž určená pro vícedenní veřejný přednes na speciálních místech, vypráví na 9000 řádcích o patronu města Cambron Bretonci sv. Meriaskovi a o divech sv. Sylvestra, který se podle tohoto vyprávění mimo jiné podílel na pokřestění císaře Konstantina. Opět náboženským spisem z r. 1611 je Gwreans an Bys (Stvoření světa, od Williama Jordana z Helstonu) a Bewnans Ke (Životopis sv. Key) z počátku 16. století. Životopis Sv. Key (původem Bretonce) obsahuje mnoho z arturovské legendy, příběh zasahuje i do Říma. Pozoruhodné je, že byl nalezen až v roce 2000 ve Walesu. Dochovanou prózu v kornštině reprezentují tzv. Tregearské Homilie (c. 1556–8) přeložené Janem Tregearem. Představují jádro tradiční kornské prózy.
Jak vidno, většina středokornských děl měla edukativní charakter a vznikla pro účely přiblížení Bible a ctnostného života světců obyčejným (tj. negramotným) lidem. Místy vzniků těchto děl byly hlavně cornwallské kláštery, jejichž násilným zánikem v polovině 16. století byla kornštině uštědřena tvrdá rána; zejména zničení aktivní Kollji Glasneth (Glasney College) v roce 1548 spolu se zákazem mnoha kornských tradic a obyčejů Tudorovci napáchalo mnoho škod. Koncem středokornského éry došlo k definitivnímu ústupu jazyka v jádru Cornwallu; po krvavě poraženém povstání Cornwallanů a úřední dominanci angličtiny v nové éře unifikace země za Tudorovců zažil Cornwall sestup k poslední fázi vývoje tradiční kornštiny. Stopy odporu a nenávisti vůči anglifikaci Cornwallu lze nalézt v jasných náznacích v mnoha dílech vzniknuvších v té době.
Čtvrté údobí kornštiny (tj. pozdní kornština) lze datovat přibližně od roku 1600 do pozdního 18. století; nicméně vzhledem k faktu, že tento jazyk nikdy úplně nevymizel lze mluvit o přechodné fázi mezi pozdní a moderní kornštinou mezi roky 1800 a 1900. Pozdní kornština je stádiem úpadku; jazykem se postupně přestávalo mluvit i v západní části Cornwallu. Odhady hovoří o 14 000 mluvčích v polovině 17. století a o pouhých 5 000 na konci toho samého století. Poslední mše v kornštině se celebrovaly přibližně v letech 1667/1678 patrně v Ludewanu, Lanndewynneku či Tewennoku na poloostrově Lizard jižně od města Helston. Ve stejné době se přestalo hovořit kornštinou na souostroví Syllan. Nejzápadnější část pevninského Cornwallu přestala mluvit tímto jazykem kolem poloviny 18. století, jazyk sám ovšem zůstal u dílčích rodin ve sféře náboženské, u tradičních řemesel (např. v rybářství) či v počítání dále v používání až do 19. a počátku 20. století. Tato doba je také érou silného vystěhovalectví Cornwallanů do zámoří; někteří odhadují počet lidí v zámoří s místními kořeny na 5 milionů, tj. na desetinásobek dnešní celkové populace poloostrova. Je jisté, že vystěhovalectví silně poškodilo kornštinu podobně jako v Irsku či Skotsku. Pozdní kornština začala silně přejímat slova, gramatické jevy a fonetiku z dominantní angličtiny. Děl psaných v pozdní kornštině je málo; Nicholas Boson napsal tři významné spisy, jmenovitě Nebbaz gerriau dro tho Carnoack (Několik slov o kornštině) vzniklé někdy mezi 1675–1708, dále Jowan Chy-an-Horth, py, An try foynt a skyans (Jan Chyannorský neboli tři podstaty moudrosti, původ před rokem 1707) a Pokroky vévodkyně cornwallské. Z roku 1778 se dochoval prostý dopis psaný rodilým mluvčím Wiliamem Bodinarem, zajímavý i popisem tehdejší situace kornštiny. Nejpozdnější známou památkou je píseň Krankův rým od Jana Daveyho (samý konec 19. století). Poslední osobou znající opravdu výborně kornštinu (a minimálně hovořící anglicky) byla známá Dolly Pentreath (zemřela 1777). O tomto údaji se vedou spekulace, protože hrstka rodilých mluvčích je známa i z mnohem pozdějších dob. Fonetiku (a vlastní jazykové památky) z pozdní kornštiny bylo možno odvodit díky výzkumu velšsky hovořícího jazykovědce Edwarda Lhuyda, který v roce 1700 navštívil Cornwall. Na jeho dílo Archaeologia Britannica se navazuje dodnes.

## Oživení ve 20.–21. století – éra moderní kornštiny

### Vývoj od 18. do počátku 20. století
Kornština přestala na přelomu 19. a 20. století takřka existovat. Dílčí znalost jazyka přetrvávala u několika osob na západě poloostrova; obyčejní lidé i vzdělanci na Cornwallu nicméně věděli velmi dobře o původním jazyku, který, ač již téměř naprosto vymizelý z denní komunikace, jim byl na očích v přejatých slovech kornštiny v lokální verzi angličtiny, v místních příbězích, písních, jménech lidí i toponym. Již od počátku 18. století byl Cornwall navštěvován jazykovědci a nadšenci do historie (kteří v prastarém jazyku spatřovali prvek z prapůvodní Británie). Tito lidé prohledávali Cornwall a hledali všechny známé pozůstatky jazyka, jeho gramatiky, slovní zásoby i fonetiky. V 19. století tento vývoj pokračoval; zejména ve druhé polovině století vznikla celá řada významných publikací o kornštině a bylo sebráno mnoho pozůstatků středověkých kornských děl. Z tohoto nahromaděného substrátu po několika desetiletích mohl vzniknout úspěšný pokus o znovuoživení tohoto jazyka.
O něj se postarali Henry Jenner a Robert Morton Nance v roce 1904. Jejich rekonstruovaný jazyk se zakládal na kornštině z pozdních dob její existence. Fonetika novokornštiny se zakládá z foneticky psaných záznamů ze 17. století, též z některých starších pramenů a ovšem i z dialektů angličtiny hovořené na poloostrově. Henry Jenner byl znalý i dalších keltských jazyků; již před vydáním základního kamene znovuobnovené kornštiny, (knihy A Handbook of the Cornish Language), byl známý pod bardským jménem Gwas Myghal (Služebník Michala). Jenner se stal velšským bardem v roce 1899 a bretonským bardem v roce 1903; též studoval i manštinu. Tito dva otcové moderní kornštiny normalizovali výslovnost a částečně rozšířili slovní zásobu (neboť historické prameny byly z většiny omezené na náboženskou sféru), a to zejména ze sesterské bretonštiny a velštiny. Důležitým mezníkem v procesu oživování bylo znovuzaložení Gorsedh Kernow (skupiny kornských bardů) v roce 1928; od té doby dodnes bylo již 1 000 lidí přijato mezi kornské bardy, což ukazuje na povzbudivý stupeň obnovy dnešní kornštiny. R. M. Nance (známý jako Mordon) byl kornského původu, narodil se však ve Walesu. Mordon založil v St. Ives 'Společnost starého Cornwallu' v roce 1920; tato společnost se brzy rozšířila na celý poloostrov a začala vydávat časopis existující dodnes. Jedno z mládežnických hnutí, Tyr ha Tavas (Jazyk a zem), vydával svůj vlivný časopis Kernow mezi léty 1934–1936. I v něm bylo otisknuto mnoho originálních i znovu otisknutých děl v kornštině. Mezitím se ukázal rozkol, který trval po celá desetiletí a není zcela dořešen dodnes – Nance preferoval vyšší středověkou formu a postupně vyvinul jiný dialekt kornštiny. Ten byl nazván později sjednocená kornština, neboli Unys, kdežto Jenner chtěl kornštinu pokračující či více naroubovanou na její pozdní formu. Po mnoho let byl toto základ moderní kornštiny, ačkoliv i Unys trpěl nejednoznačností v zápisu atd. Nanceho spojenec Henry Lewis vydal v roce 1923 Llawlyfr Cernyweg Canol (Příručku středokornštiny); ve 30. letech přibyly další vlivné jazykové příručky napsané rukama druhé generace kornských obrozenců. Nance a Peggy Pollard napsali několik her, jako např. Bewnans Alysaran (1940) či An Ballores (1932). Rok 1933 přinesl i znovuobnovení církevních bohoslužeb v kornštině. Stojí za zmínku, že v prvních dvou desetiletích byl jazyk oživen především ve své literární, nehovořené podobě; přerod do mluvené verze proběhl až později. Dílo Nanceho bylo završeno, když dokázal vychovat svou dceru jako prvního rodilého mluvčího moderní kornštiny.

### Poválečný vývoj do schválení jednotné spisovné formy moderní kornštiny

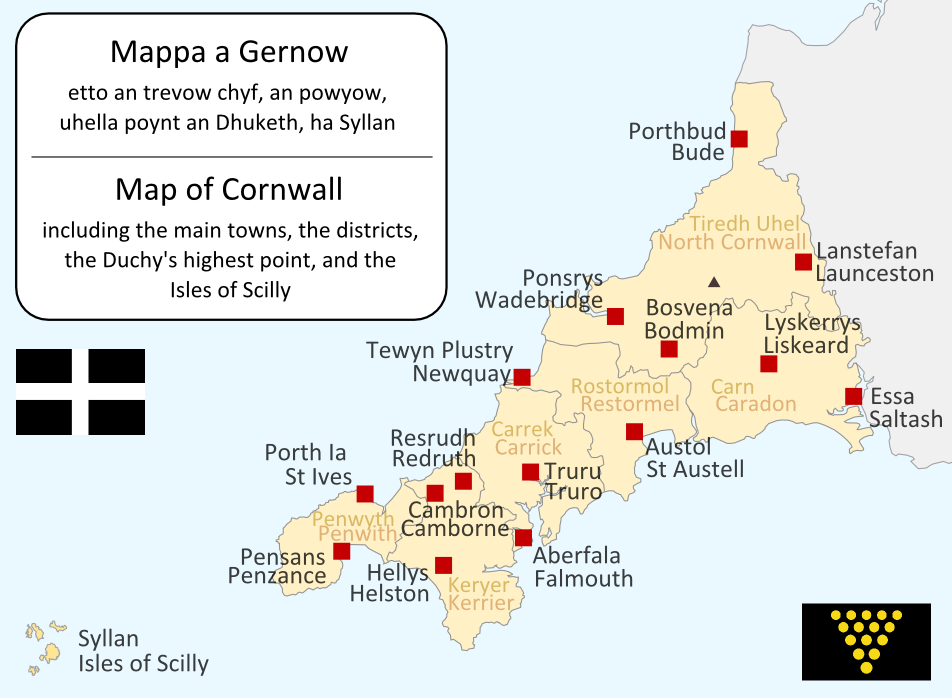
Mapa Cornwallu, jeho měst a krajů

V poválečných letech se kornština dokázala rozšířit poprvé do širších vrstev obyvatelstva poloostrova a velkou zásluhu na tom má tradiční hudba a písně Cornwallu. V roce 1966 byla vydána kolekce písní v kornštině Canow Kernow a v kornštině zpívala lokálně i mezinárodně velmi populární zpěvačka Brenda Wootton. Kornština v hudbě získávala na populárnosti a následovala další sbírka Hengan z roku 1983. V této době přibyla další možnost, jak použít jazyk v praxi krom specializovaných setkání – jazykové víkendy/týdny a procházky v kornštině; tato praxe se osvědčila a existuje dodnes. V roce 1951 se sjednotila skupina bardů, členů mládežnické skupiny Mladí Cornwallu a organizace Země a jazyk v politickou sílu Mebyon Kernow (Synové Cornwallu). Tato politická strana silně podporující kornštinu, ač dlouho relativně marginální, získává podstatnější vliv na Cornwallu až v posledním desetiletí. V pozdních šedesátých letech vznikla organizace spravující záležitosti moderního kornského jazyka – tzv. Kesva an Tavas Kernewek. Ta mohla normalizovat jazykové zkoušky, udělovat jazykové certifikáty a fungovat jako jazyková akademie kornštiny. V roce 1972 začala působit další vlivná instituce – Institut pro kornská studia. Její první ředitel, Charles Thomas, byl kritikem Nanceho verze jazyka. V osmdesátých letech se kornština dostala mnohem více k nejmenším dětem, které byly v té době poprvé ve větším měřítku vychovávány dvojjazyčně. Tomuto vývoji pomáhala specializovaná literatura, jmenovitě Len ha Lyw (Čti a barvi). V roce 1984 existovalo 18 míst na Cornwallu, kde bylo možné studovat tento jazyk a dokonce 5 mimo vlastní Cornwall. V roce 1986 Ken George reformoval kornský pravopis a výslovnost v takzvané opravené kornštině (Revised Cornish), ze které se obratem stala Kernewek Kemmyn („běžná kornština“). Její výslovnost založil na té z konce 15. století a k celé práci na reformě použil i počítačové modely pro vyšší efektivitu a přesnost. Následovně roku 1987 ji Výbor kornského jazyka přijal jako preferovaný systém. Na samém konci 80. let na scénu přišel další návrh kornštiny – učitel kornštiny Richard Gendall se pokusil poukázat na výhodnost pokračování v pozdní kornštině, neboť podle něj více reflektovala Cornwall. Keltské neologismy považoval za cizí konstrukty a preferoval přejímání slov z angličtiny. Jeho verze se nazývá pozdní moderní kornština a prosazuje ji Cussel an Tavaz Kernuack. Rok 1995 přinesl další pokrok v chápání moderní kornštiny; tehdy poprvé došlo k revizi stávajícího vývoje kornštiny kvalifikovaným doktorem filologie keltských jazyků. Nicholas Williams z Univerzity v Dublinu porovnal tři verze moderní kornštiny (sjednocenou, pozdní i běžnou) s původní kornštinou a došel k závěru, že nejlepší verzí je sjednocená kornština (tzv. Unys), nicméně navrhl celou řadu vylepšení a zdokonalení. Jeho verze se poté nazývala unifikovaná revidovaná kornština (tzv. Kernowek Unys Amendys, KUA). Doktor Williams vydal ve svém dialektu dva velké slovníky kornštiny v roce 2000 a 2006. V poválečném období došlo také k postupnému přeložení náboženských spisů do těchto dialektů kornštiny; tak byla přeložena Book of Common Prayer v roce 1980. Odhaduje se, že na konci 80. let mluvilo plynně kornsky asi na sto lidí a na počátku tisíciletí již nejméně 400. Tento počet se zpětinásobil do roku 2008.

### Od schválení jednotné spisovné verze moderní kornštiny dodnes
S existencí několika vzájemně nepříliš nakloněných systémů, lišících se navzájem preferencí ortografie jiného období, přišla i značná roztříštěnost tohoto jazykového hnutí a snaha obnovit kornštinu se vnitřně vyčerpávala. Bylo jasné, že bez existence jediného, všemi uznávaného systému psaní a výslovnosti hrozí jazyku značná újma v blízkém budoucnu. Na příkladu slova 'kornština' lze reflektovat těžkosti předspisovné verze: existovaly verze Gernewreg, Kernewek, Kernowek, Kernouack, Gerneweg a našly by se jistě i další, byť se ve výslovnosti liší minimálně. Těžkosti dále prohlubovalo, pokud čtenář textu našel na jediné straně celou řadu verzí pro jedno slovo; některé verze též způsobovaly problémy se čtením kvůli svému velmi nepřesnému zápisu.
Proto byla konečně v roce 2008 přijata dohodou z nutnosti standardní ortografie kornštiny FSS (Furv Skrifys Savonek/Form Skrefys Standard), která je do roku 2013 zaručeně stabilní s tím, že v tomto roce pravděpodobně dojde k její další revizi. Do FSS se dostaly prvky ze všech existujících forem kornštiny. Nyní předpřipravený soubor změn je znám jako Kernowek Standard (KS), pravděpodobně nejpřesnější známá forma zápisu všech existujících forem kornštiny. Kernowek Standard je forma navržená skupinou UdnFormScrefys (tj. členové všech skupin vyjma dominantní kemmyn, které vytýkají nepřesnosti). Členové dialektu kemmyn mají přichystaný vlastní návrh změn standardní spisovné kornštiny; jmenuje se Kernowek Dasunys (sjednocená kornština) a taktéž čerpá ze všech čtyř dialektálních forem jazyka.
Jednotná spisovná verze FSS je nyní používána pro oficiální účely cornwallské samosprávy, je možné ji používat při oficiálních akcích a nápisech. Evropská rada uznala kornštinu jako minoritní jazyk Evropské unie (spolu s veškerými právy z tohoto plynoucími) v roce 2002. V roce 2010 byla otevřena první kornská školka v Camborne, byť funguje pro hrstku dětí (a jejich rodičů) a pouze v sobotu. Několik škol v oblasti nabízí výuku kornštiny jako nepovinného jazyka. V novém tisíciletí došlo po dlouhé práci k přeložení Nového zákona do kornštiny. Další, nyní kompletní vysoce kvalitní překlad Bible včetně Starého zákona (tzv. An Beybel Sans) byl dokončen v roce 2011. Nově bylo vydáno několik překladů klasických děl, např. Cesta kolem světa za osmdesát dní (Adro dhe'n Bÿs in Peswar Ugans Dëdh), Alenka v říši divů (Alys in Pow an Anethow), knihu Lyonesský kámen (Jowal Lethesow), učebnic spisovného jazyka jako 'První čítanka' (Kensa Lyver Redya) či výkladových slovníků kompletně v kornštině. Existuje několik časopisů (např. An Gannas – Posel, vychází již od roku 1976), novin a rádií (např. Radio BBC Cornwall nebo Radyo an Gernewegwa) používajících více či méně kornštinu. Od března 2008 lze studovat kornštinu na vídeňské univerzitě v rámci programu keltských studií či formou dálkového studia na univerzitě v Exeteru. Britská vláda se ke kornštině prozatím staví rezervovaně a poskytuje jejímu rozvoji jen velmi omezené finanční prostředky. Kurzy kornštiny lze studovat takřka kdekoliv po celém Cornwallu, existují i lekce online či lekce přes e-mail.

## Další vývoj jazyka

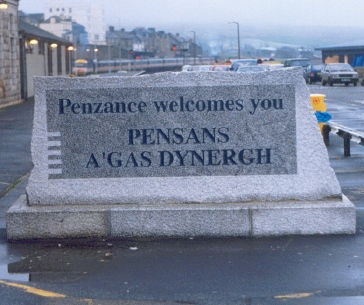
Uvítání do Pensans, v angličtině a kornštině

Kornsky dnes hovoří alespoň částečně zhruba deset tisíc Cornwallanů, tj. asi 2% celkové populace poloostrova. Z těchto deseti tisíců je dva až čtyři tisíce dostatečně kompetentních mluvčích, vysoce kompetentních či přímo znalců specializovaných témat je opět určitý díl z tohoto počtu. Jazyk má dnes i rychle rostoucí počet dvojjazyčných dětí předškolního věku, roste i jeho podpora od ředitelů škol či místních samospráv. Kurzy a školní výuka v kornštině je k dispozici po celém území poloostrova, včetně již dlouho anglicky hovořícího východu. Na sílu hnutí ukazuje nařízení o dvojjazyčnosti oficiálních informačních tabulí z roku 2009. Předpokládá se, že se spisovná verze jazyka dostane mnohem více do vyučování na půdě základních a navazujících středních škol. Otevření první školky je též Cornwallany chváleno jako krok správným směrem. Úkolů, před kterými jazyk stojí, je několik: je nutné dostat jazyk do učebních plánů škol a školek, zajistit financování bilingválního vyučování, vybudovat vlastní nonstop fungující platformu či jazykovou mutaci denního tisku, TV či rádia. Jazyk již infiltroval všechny vrstvy obyvatelstva, tedy nejen specializované okruhy jako na počátku minulého století. Existuje předpoklad, že v budoucnu splynou dialekty kornštiny v jeden dominantní, těžící z bohatosti všech předchozích forem; dost možná jejím základním kamenem bude v r. 2013 schválený Kernowek Standard. Dnes je nejvíce mluvčích dialektu Kemmyn, asi 50 % z celkového počtu, proto bude mít tato skupina důležité slovo i v budoucnu.

## Příklady

### Číslovky
| Kornsky | Česky |
| onan    | jeden |
| dew     | dva   |
| tri     | tři   |
| pajar   | čtyři |
| pemp    | pět   |
| hwegh   | šest  |
| seyth   | sedm  |
| eth     | osm   |
| naw     | devět |
| deg     | deset |

## Užitečné pozdravy a fráze
| Kornsky        | Česky             |
| Hou!           | Ahoj!             |
| Myttin da!     | Dobré ráno!       |
| Dohajydh da!   | Dobré odpoledne!  |
| Gorthugher da! | Dobrý večer!      |
| Dyw genes!     | Na shledanou!     |
| Ya / Na        | Ano / Ne          |
| Mar pleg       | Prosím            |
| Meur ras       | Děkuji!           |
| Gromersi!      | Děkuji mnohokrát! |
| Gav dhymm      | Promiň            |
| Kledh / Deghow | Levý / Pravý      |

## Vzorový text
Otče náš (modlitba Páně):
Agan Tas ni, usi y'n nev,
bennigys re bo dha Hanow.
Re dheffo dha Wlaskor,
dha vodh re bo gwrys,
y'n nor kepar hag y'n nev.
Ro dhyn ni hedhyw agan bara puptydh oll;
ha gav dhyn agankammweyth,
kepar del eson nini ow kava dhe'n re na
usi ow kammweyth er agan pynn ni;
ha na wra agan gorra yn temtashon,
mes delyrv ni dhyworth drog. Amen.

### Všeobecná deklarace lidských práv
Příklad textu v kornštině a jejích nejbližších žijících příbuzných jazycích; příbuznost vynikne lépe v hovořené verzi.
| kornsky   | Ma pub den genys frank hag eqwal en dynyta hag en gwiryow. Mons i enduys gen reson ha kescans hag y tal dhedhans omdhon an eyl orth y gila en sperys a vrederedh.      |
| bretonsky | Dieub ha par en o dellezegezh hag o gwirioù eo ganet an holl dud. Poell ha skiant zo dezho ha dleout a reont bevañ an eil gant egile en ur spered a genvreudeuriezh.   |
| velšsky   | Mae pob bod dynol yn cael eu geni rhydd ac yn gydradd â'i gilydd mewn urddas a hawliau. Maent yn endowed â rheswm a chydwybod, a dylai weithredu mewn ysbryd cymodlon. |
| česky     | Všichni lidé se rodí svobodní a sobě rovní co do důstojnosti a práv. Jsou nadáni rozumem a svědomím a mají spolu jednat v duchu bratrství.                             |